# Navalcán
Navalcán ist eine zentralspanische Gemeinde mit 1.863 Einwohnern (Stand: 2024) in der Provinz Toledo der Region Kastilien-La Mancha. 

## Lage und Klima
Navalcán liegt in der Sierra de Gredos im Westen der historischen Landschaft der La Mancha ca. 105 km (Fahrtstrecke) westnordwestlich der Stadt Toledo in einer Höhe von ca. 395 m. Der Río Tiétar begrenzt die Gemeinde im Norden, im Süden befindet sich der Stausee Embalse de Navalcán. Das Klima im Winter ist rau, im Sommer dagegen trocken und warm; der spärliche Regen (ca. 612 mm/Jahr) fällt überwiegend in den Wintermonaten.

## Bevölkerungsentwicklung
| Jahr      | 1900 | 1970 | 1981 | 1991 | 2001 | 2011 | 2021 |
| Einwohner | 2266 | 3582 | 2452 | 2559 | 2231 | 2405 | 1925 |

Die seit den 1950er Jahren zunehmende Mechanisierung der Landwirtschaft und die Aufgabe von bäuerlichen Kleinbetrieben führten auch in der Gemeinde zu einem Kaufkraftschwund und zur Abwanderung eines Teils der Bevölkerung.

## Sehenswürdigkeiten
- Marienkirche (Iglesia de Nuestra Señora del Monte)
- Peterskapelle
- Isidorkapelle
- Heimatmuseum

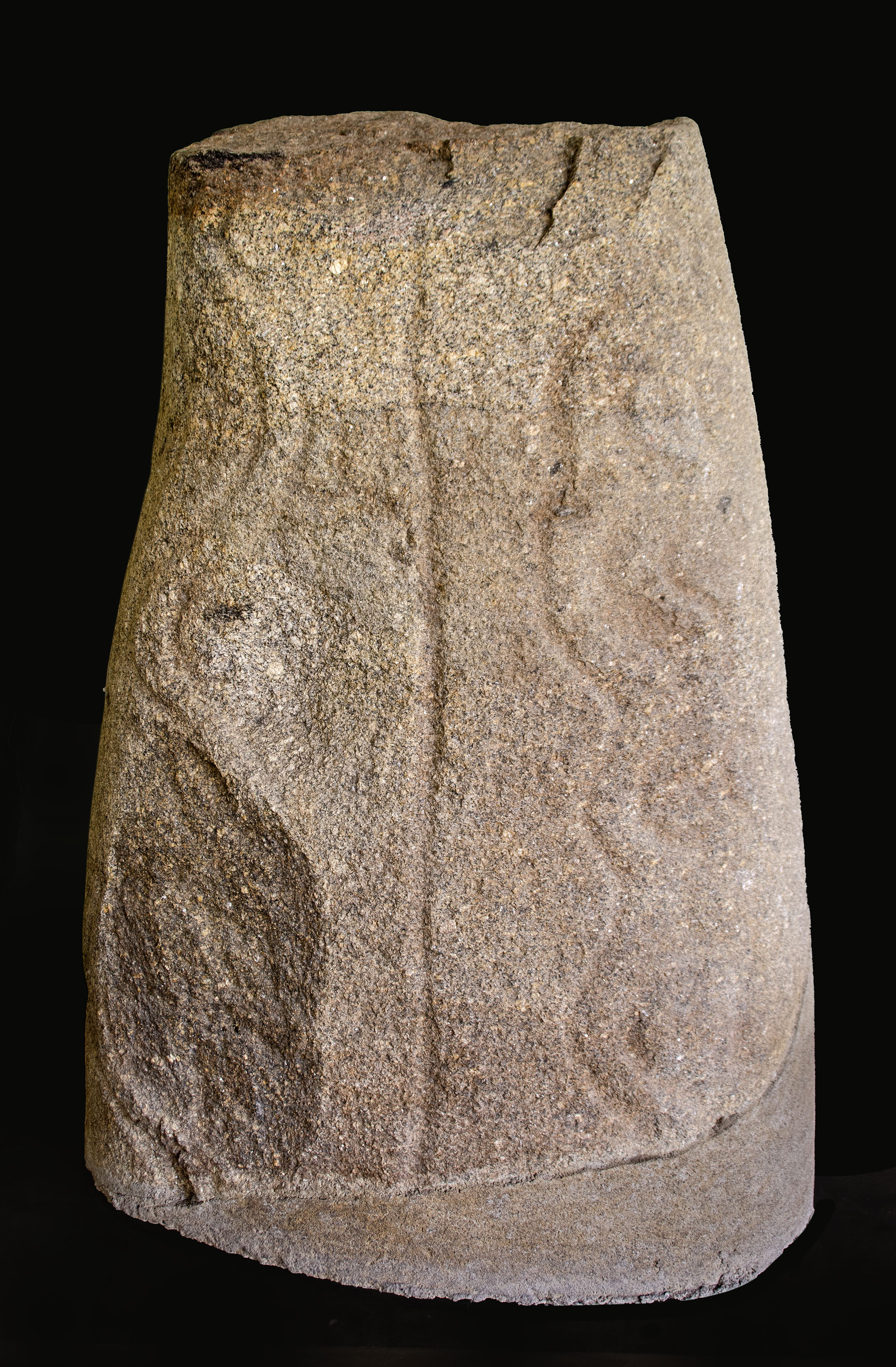
Statuenmenhir am Dolmen von Navalcán
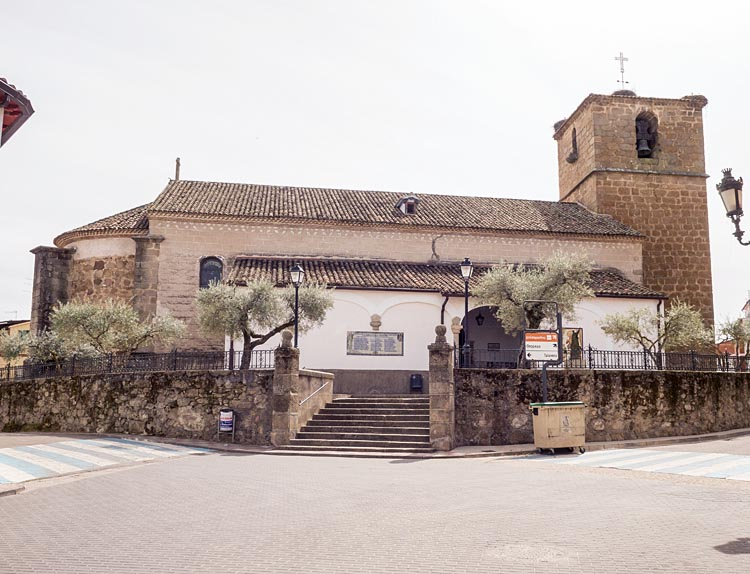
Marienkirche
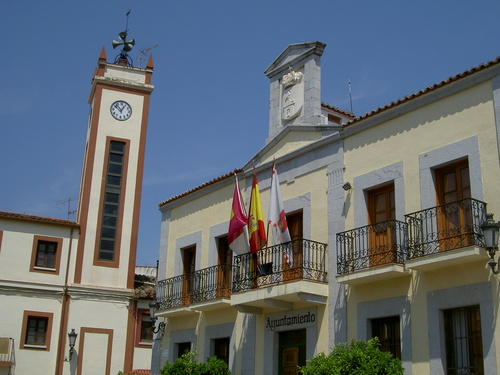
Rathaus